# 今村公彦
今村 公彦（いまむら きみひこ、1984年（昭和59年）2月3日 - ）は、日本のセーリング選手である。

## 経歴
1984年2月3日に鹿児島県鹿児島市で生まれた。
2014年アジア競技大会の男子470級では、銀メダルを獲得した。
2016年リオデジャネイロオリンピックで、土居一斗と共に、男子470級で17位になった。